# グリピジド
グリピジドは、グルコトロール（Glucotrol）などの商品名で販売されている、スルホニルウレアに分類される2型糖尿病の治療に用いられる抗糖尿病薬である。糖尿病の食事療法と併用される。1型糖尿病への単独使用はされていない。投与法は経口である。通常、効果は服用から30分以内にみられ、最大1日続く。日本では承認されていない。 
一般的な副作用には、吐き気、下痢、低血糖、頭痛などがあげられる。その他の副作用には、眠気、皮膚発疹、震えなどがあげられる。肝臓病または腎臓病の患者には、用量を調整することが必要な場合がある。妊娠中または授乳中の人への投与は推奨されない。
作用機序は膵臓を刺激してインスリンを放出させ、インスリンに対する組織の感受性を高めることにより効果がある。 
グリピジドは1984年に米国で医療薬品として承認された。後発医薬品として入手可能である。2018年の米国での卸売価格は1投与あたり0.05米ドル未満である。 2018年の英国では、国民保健サービスにかかった費用は１投与あたり0.05ポンド未満である。 